# Wu (Staat)

China um 500 v. Chr. mit dem Staat Wu im Osten

Wu (chinesisch 吳國 / 吴国, Pinyin Wúguó, kurz 吳 / 吴,  Wú) war ein mächtiger Staat in der Westlichen Zhou-Dynastie, Zeit der Frühlings- und Herbstannalen und Zeit der Streitenden Reiche an der Seeküste in der Gegend des unteren Jangtsekiangs, nördlich des Staates Yue. Die Hauptstadt des Staates waren an unterschiedlichen Stellen im heutigen Wuxi und Suzhou.
Er wurde 473 v. Chr. von Yue erobert.
Der Sinologe Victor H. Mair nennt diese beiden Staaten in seiner Zhuangzi-Übersetzung „Ngwa“ und „Viet“, um darauf aufmerksam zu machen, dass die Bevölkerungen dieser Gegenden – die damals im Süden Chinas lagen – zur Zeit des Zhuang Zhou noch nicht völlig sinisiert waren.
Die frühen Japaner (siehe Yamatai), damals noch „Wa-Menschen“ (倭人,  wōrén) genannt, beanspruchten Nachfahren der Wu zu sein, speziell des Wu-Königs Taibo von Wu.